# Athripsodes cuneorum
Athripsodes cuneorum är en nattsländeart som först beskrevs av Mclachlan 1884.  Athripsodes cuneorum ingår i släktet Athripsodes och familjen långhornssländor. Inga underarter finns listade i Catalogue of Life.